# Grigori Fedotowitsch Kriwoschejew
Grigori Fedotowitsch Kriwoschejew (russisch Григорий Федотович Кривошеев, wissenschaftliche Transkription Grigorij Fedotovič Krivošeev; * 15. September 1929 in Kinterep, Rajon Legostaev, Oblast Nowosibirsk; † 29. April 2019) war ein russischer Militärhistoriker und Generaloberst a. D. der Russischen Streitkräfte.

## Leben
Kriwoschejew absolvierte als Offizier der sowjetischen Streitkräfte die Frunse-Militärakademie und trug den Grad eines Kandidaten der Wissenschaften (entspricht dem Doktorgrad). Ab 1995 war er Professor an der Militärakademie der Russischen Streitkräfte. Daneben gehörte er als Militärhistoriker dem Beirat der Redaktion der Wojenno-Istoritscheski Schurnal (deutsch Militärgeschichtliche Zeitschrift) an.
Kriwoschejew wurde 1993 durch die Herausgabe des Buches „Grif sekretnosti snjat“ bekannt. Dieses behandelte auf der Basis kurzzeitig freigegebener Archivbestände die Verluste der russischen und sowjetischen Streitkräfte in den Kriegen des 20. Jahrhunderts. Das Buch wurde 1997 ins Englische übersetzt. Auch im deutschen Militärgeschichtlichen Forschungsamt wurde das Werk positiv aufgenommen und intern übersetzt. Allerdings wurde von der Herausgabe einer deutschen Ausgabe abgesehen, da sich viele Verlustangaben im Vergleich zu deutschen Archiven als zu niedrig erwiesen. Oft waren die deutschen Gefangenenzahlen höher als die angeführten sowjetischen Gesamtverluste an Gefallenen und Gefangenen.

„Das Problem liegt weniger beim russischen Herausgeber als vielmehr in den Mängeln des Meldesystems der Roten Armee. Operationen, die unrühmlich verliefen und recht verlustreich waren, wurden in der sowjetischen Überlieferung während der Stalinära teilweise vertuscht, so daß keine Verlustzahlen vorliegen.“

Auch russische Historiker wie Boris Wadimowitsch Sokolow zweifeln die Zahlen in Kriwoschejews Buch an. Im Jahr 2001 gab Kriwoschejew ein weiteres Buch zu diesem Themenkomplex heraus.

## Veröffentlichungen
- G. F. Kriwoschejew (Hrsg.): Grif sekretnosti snjat. Poteri Wooruschennych Sil SSSR w wojnach, bojewych dejstwijach i woennych konfliktach. Statistitscheskoje issledowanie. (Die Lüftung des Geheimnisses. Verluste der Streitkräfte der UdSSR in Kriegen, Kampfhandlungen und in kriegerischen Konflikten) Woennoe Isdat, Moskau 1993, ISBN 5-203-01400-0, ISBN 978-5-203-01400-9.
- G. F. Kriwoschejew (Hrsg.): Soviet casualties and combat losses in the twentieth century. Greenhill Books, London 1997, ISBN 1-85367-280-7.
- G. F. Kriwoschejew (Hrsg.): Rossija i SSSR w wojnach XX weka. Statistitscheskoje issledowanie. (Memento vom 21. Dezember 2008 im Internet Archive) (Russland und die UdSSR in den Kriegen des 20. Jahrhunderts. Verluste der Streitkräfte.) Olma-Press, Moskau 2001, ISBN 5-224-01515-4, ISBN 978-5-224-01515-3.
- E. M. Schecharin / G. F. Kriwoschejew: Kniga Pamjati. Patriot 2004, ISBN 5-7030-0849-2, ISBN 978-5-7030-0849-2.